# Geher-Länderkampf der Männer 1972 BR Deutschland – Schweden
| 18. Leichtathletik-Länderkampf mit bundesdeutscher Beteiligung 1972 | 18. Leichtathletik-Länderkampf mit bundesdeutscher Beteiligung 1972 |
| ------------------------------------------------------------------- | ------------------------------------------------------------------- |
|                                                                     |                                                                     |
| Geher-Vergleich der Männer: BR Deutschland – Schweden               |                                                                     |
| Austragungsort                                                      | Delmenhorst                                                         |
| Wettbewerbe                                                         | 2                                                                   |
| Datum                                                               | 1. Oktober                                                          |
| 1. FRG 2. SWE                                                       | 26 Punkte 18 Punkte                                                 |
| Chronik                                                             |                                                                     |
| ← SUI-FRG (F)                                                       | erster LK 1973:00 GBR-FRG Geher (M) →                               |

Der achtzehnte und letzte Vergleich des Länderkampfjahres 1972 war ein Länderkampf der Geher. Der einzige Länderkampf der laufenden Saison nach den Spielen von München wurde am 1. Oktober in Delmenhorst gegen Schweden ausgetragen. Nach elf Aufeinandertreffen mit diesem Gegner lautete die Zwischenbilanz sechs zu fünf für Schweden. Die letzten drei Begegnungen – 1965, 1966 und 1967 – hatte allerdings die Bundesrepublik Deutschland für sich entschieden.

## Wettbewerbe und Modus
Mit dem Straßengehen über 20 und diesmal wieder 50 statt 35 Kilometer standen wie gewohnt zwei Wettbewerbe auf dem Programm. Jede Nation stellte je Disziplin vier Geher, von denen die drei Besten gewertet wurden. Die Punkte wurden nach folgendem Schema vergeben: 1. Platz: 7 Punkte / 2. Pl.: 5 P / 3. Pl.: 4 P / 4. Pl.: 3 P / …

## Ergebnis
Auf beiden Distanzen gab es einen bundesdeutschen Einzelsieger. Allerdings fielen die Platzierungen dahinter in den beiden Wettbewerben sehr unterschiedlich aus. Über fünfzig Kilometer belegten die drei gewerteten schwedischen Geher die Ränge zwei bis vier, sodass diese Disziplin mit zwölf zu zehn Punkten an Schweden ging. Über zwanzig Kilometer lagen dagegen alle vier bundesdeutschen Vertreter vor dem besten Schweden, so lautete die Wertung der kürzeren Strecke sechzehn zu sechs für die Bundesrepublik. Damit gelang den bundesdeutschen Gehern in Delmenhorst mit 26 zu achtzehn Punkten ein weiterer Erfolg über ihre schwedischen Konkurrenten, womit sie die neue Bilanz zum ersten Mal mit sechs zu sechs auf Unentschieden stellen konnten.

## Legende
Kurze Übersicht zur Bedeutung der Symbolik – so üblicherweise auch in sonstigen Veröffentlichungen verwendet:
| DNF | nicht im Ziel (did not finish) |

## Resultate

### 20-km-Straßengehen
| Platz | Athlet            | Land | Zeit (h)        |
| ----- | ----------------- | ---- | --------------- |
| 1     | Siegfried Richter | FRG  | 1:32:41,2       |
| 2     | Heinz Mayr        | FRG  | 1:33:51,2       |
| 3     | Gerd Schuth       | FRG  | 1:34:11,0       |
| 4     | Herbert Meier     | FRG  | 1:35:23,8       |
| 5     | Hans Tenggren     | SWE  | 1:37:26,2       |
| 6     | Lennart Lundgren  | SWE  | 1:37:44,6       |
| 7     | Kare Moen         | SWE  | 1:43:52,8       |
| DNF   | Bo Fransson       | SWE  | nach etwa 12 km |

### 50-km-Straßengehen
| Platz | Athlet             | Land | Zeit (h)  |
| ----- | ------------------ | ---- | --------- |
| 1     | Gerhard Weidner    | FRG  | 4:02:55,2 |
| 2     | Daniel Björkgren   | SWE  | 4:07:57,4 |
| 3     | Stefan Ingvarsson  | SWE  | 4:12:24,6 |
| 4     | Örjan Andersson    | SWE  | 4:12:33,4 |
| 5     | Heinrich Schubert  | FRG  | 4:13:08,0 |
| 6     | Lothar Milden      | FRG  | 4:20:51,2 |
| 7     | Max Sjöholm        | SWE  | 4:25:50,8 |
| 8     | Manfred Kolvenbach | FRG  | 4:26:31,8 |